# Een vreemde liefde
Een vreemde liefde is een Nederlandse televisiefilm uit 1990 van Edwin de Vries, gebaseerd op het toneelstuk The Strangest Kind of Romance van Tennessee Williams. De film heeft als internationale titels A Strange Love en The Strangest Kind of Romance.

## Rolverdeling
- Gerard Thoolen
- Huub van der Lubbe
- Frans Vorstman
- Olga Zuiderhoek